# Монтанья-ин-Вальтеллина
Монта́нья-ин-Вальтелли́на (итал. Montagna in Valtellina) — коммуна в Италии, в провинции Сондрио области Ломбардия.
Население составляет 2889 человек, плотность населения составляет 60 чел./км². Занимает площадь 48 км². Почтовый индекс — 23020. Телефонный код — 0342.
Покровителем коммуны почитается святой великомученик Георгий, празднование 8 мая.